# Svetlana Sleptsova

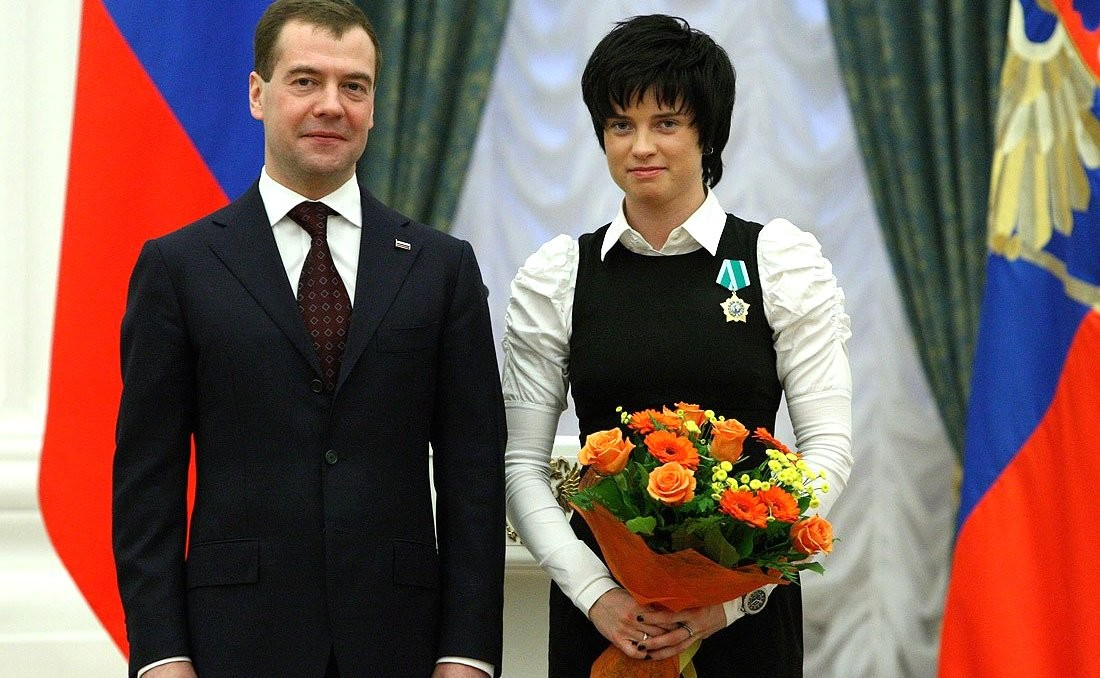
Svetlana Sleptsova

Svetlana Jurjevna Sleptsova (ryska: Светлана Юрьевна Слепцова), född den 31 juli 1986 i Chanty-Mansijsk, är en rysk skidskytt.
Sleptsova har tävlat i världscupen sedan säsongen 2006/2007 och hennes bästa placering individuellt är en andra plats från Oberhof i sprint. Sleptsova har flest meriter som junior. Vid junior-VM 2005 vann hon distanstävlingen och vid junior-VM 2007 vann hon både sprintdistansen och jaktstarten. 
Vid de Olympiska spelen i Vancouver 2010 tog hon ett guld i stafetten före tvåan Frankrike och trean Tyskland.